# Royal Sicilian Regiment
Il Royal Sicilian Regiment of Foot (o solo Royal Sicilian Regiment) era un'unità militare di fanteria leggera del British Army, reclutato in Sicilia, che servì durante le guerre napoleoniche, dal 1806 (dal 1809 come reggimento) fino al suo scioglimento nel 1816.

## Storia

### I volontari delRoyal Sicilian Volunteers
Inizialmente l'unità era semplicemente un distaccamento di volontari costituito in Sicilia dal Maggior generale Sir John Stuart, autorizzato dal Re Ferdinando III ad arruolare truppe a Messina. Questo distaccamento, come altri contingenti di truppe straniere al soldo degli inglesi, era formato da truppa locale, inquadrata da ufficiali britannici.
Il distaccamento entrò in azione appena due mesi dopo la sua creazione, quando un piccolo reparto (2 ufficiali e 58 soldati) partecipò alla battaglia di Maida il 4 luglio 1806. Insieme a due compagnie dei Royal Corsican Rangers, il reparto venne assegnato alla brigata leggera del Colonnello James Kempt. Dopo questa vittoriosa missione, il distaccamento rientrò a Messina.
L'anno seguente, nel marzo del 1807, questi Royal Sicilian Volunteers si imbarcarono per Costantinopoli per la spedizione comandata dal generale Alexander Mackenzie-Fraser, per essere poi dirottati per la spedizione di Alessandria. Durante la sfortunata missione l'unità, al comando del colonnello John Coape Sherbrooke, difese la cittadella di Qaytbay, ad Alessandria d'Egitto. Al termine della spedizione, il reggimento rientrò a Messina e venne autorizzato ad arruolare complementi, dopodiché venne spedito a Malta per rinforzarne la guarnigione.

### IlRoyal Sicilian Regimentdi fanteria
Il 2 gennaio 1809 il distaccamento venne elevato al rango reggimentale. Nella cerimonia tenutasi presso la caserma di Floriana, a Malta, il reggimento ricevette dal generale sir Hildebrand Oakes, comandante delle forze britanniche sull'isola, la bandiera di guerra: un'aquila nera su campo bianco, coronata, sul petto uno scudo con tre gigli dei Borbone. Il reggimento rimase di stanza a Malta, al comando del colonnello Ronald C. Ferguson (nominato comandante il 25 gennaio 1809) fino allo spiegamento in Spagna, dove prese parte alla guerra peninsulare col corpo di spedizione del Tenente generale sir John Murray. Nel maggio 1813 il reggimento partecipò alla battaglia di Alicante.
Nel 1814, il reggimento prese il controllo dell'isola di Ponza ed in seguito partecipò alla conquista dell'isola di Corfù. Durante il periodo di guarnigione a Malta, si distinse per la gestione della terribile epidemia di peste che colpì l'isola, ottenendo gli elogi del governatore Thomas Maitland. L'anno successivo il Sicilian Regiment venne richiamato in Gran Bretagna, ma a causa della fuga di Napoleone Bonaparte dall'Elba il reggimento fu chiamato a combattere Gioacchino Murat in Italia.
Il reggimento fu infine sciolto il 24 marzo 1816, come la maggior parte dei reggimenti stranieri del British Army, come la King's German Legion.

## Uniforme
Nel 1810 il Sicilian Regiment vestiva la giubba rossa della fanteria britannica con mostreggiature, colletto e paramani verde scuro, risvolti bianchi, buffetterie bianche, sciaccò cilindrico (stovepipe shako) con fregio in ottone (più tardi sostituito dall'elmetto Tarleton) con pennacchio verde, calzoni bianchi e ghette a 3/4 nere. Gli ufficiali avevano le metallerie dorate.

## Comandanti
- Col. John Coape Sherbrooke (dal 5 febbraio 1807)
- Col. Ronald C. Ferguson (dal 25 gennaio 1809)